# Pleurophopsis
Pleurophopsis zijn een uitgestorven geslacht van tweekleppigen uit de familie Vesicomyidae.

## Soorten
De volgende soorten zijn bij het geslacht ingedeeld:
- † Pleurophopsis akanudaensis (Tanaka, 1959)
- † Pleurophopsis chitanii (Kanehara, 1937)
- † Pleurophopsis hamuroi (Amano & Kiel, 2011)
- † Pleurophopsis hokkaidoensis (Amano & Kiel, 2007)
- † Pleurophopsis kuroiwaensis (Amano & Kiel, 2011)
- † Pleurophopsis matsumotoi (Amano, Miyajima, R.G. Jenkins & Kiel, 2019)
- † Pleurophopsis uchimuraensis (Kuroda, 1931)
- † Pleurophopsis unioides (van Winkle, 1919)